# L'Aubraie
L'Aubraie est un quartier de la commune déléguée des Sables-d'Olonne, compris entre le quartier de la Chaume et la Forêt d’Olonne. Ce quartier est connu au XXIe siècle pour ses marais salants remis en activité qui constituent un lieu touristique et d'animation (Jardins des Salines) et pour sa plage qui est un site de surf de la côte vendéenne.

## Géographie
Le hameau de l'Aubraie se situe au nord-ouest de la commune déléguée des Sables-d'Olonne, dans le prolongement du quartier de la Chaume. Il inclut le début des Marais d'Olonne et de la forêt d'Olonne qui s'étire sur un cordon dunaire du littoral. La rivière la Vertonne débouche à cet endroit, dans le chenal qui relie le port des Sables-d'Olonne à l'océan.

## Histoire

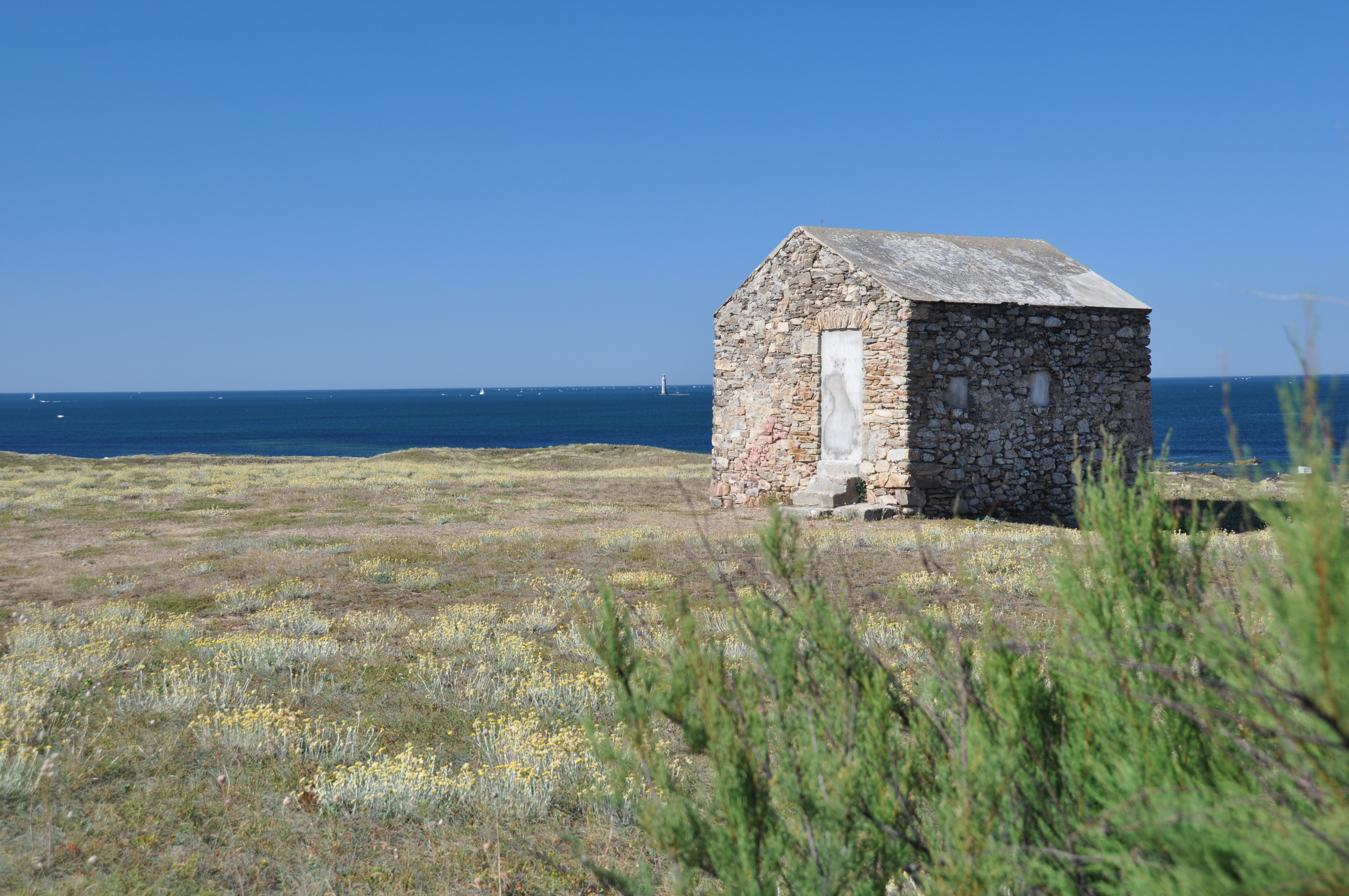
Corps de garde de l'Aubraie

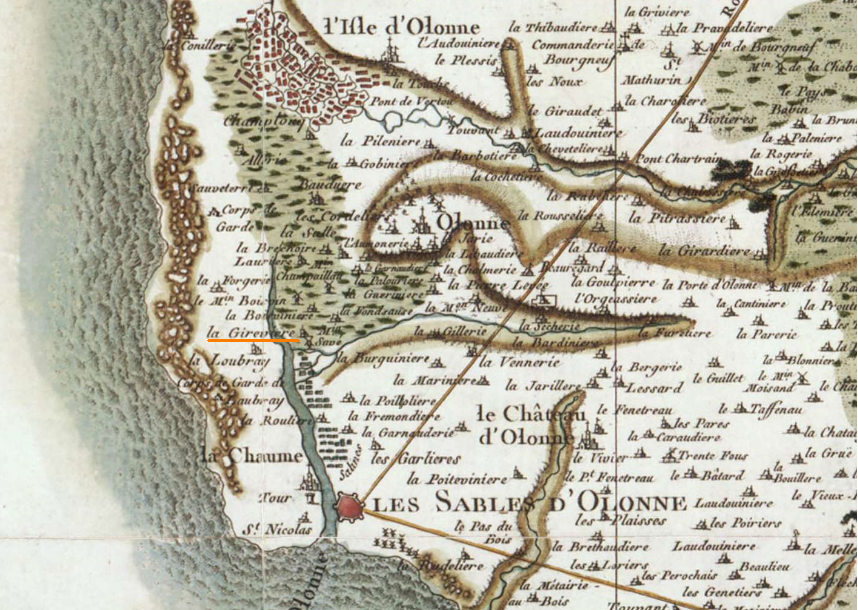
Carte de Cassini du pays des Olonnes.

L'Aubraie figure sur la Carte de Cassini du pays des Olonnes, à la fin du XVIIIe siècle et au début du XIXe, sous l'appellation Aubray, que l'on peut relier au terme Aubraye, signifiant un lieu planté de grands arbres, dans l'ouest de la France. On note, en particulier, sur la carte, l'existence du toponyme corps de garde de l'Aubray qui désigne un ancien terrain militaire, situé sur la dune, près de l'actuel terrain de camping, qui a servi de lieu d'exercice et de tir jusqu'à la Seconde Guerre mondiale.
L'histoire du quartier de l'Aubraie se confond avec celle de la Chaume. Sous l'Ancien Régime, avant la création des communes, la Chaume est le siège de la paroisse Saint-Nicolas de la Chaume, tandis que la ville des Sables-d'Olonne est le siège de la paroisse Notre-Dame. Les deux paroisses fusionnent en 1792 pour former la commune des Sables-d'Olonne .

## Économie

### Agriculture et activités rurales de bord de mer
Alors que le quartier contigu de la Chaume, au sud, a toujours eu une activité maritime dominante, centrée sur son havre naturel et son port, le milieu physique et humain de l'Aubraie a, dans le passé, orienté l'économie du hameau vers deux activités dominantes : l'horticulture et l'exploitation de marais salants, activités qui étaient également développées à la Girvière sur la commune d'Olonne-sur-Mer, et, plus au nord, sur la commune de L'Île-d'Olonne. Un finage agricole commun se constitue sur un territoire offrant un même milieu naturel caractérisé par un alignement de marais le long de la Vertonne, protégé, à l'ouest, par la forêt d'Olonne et Sauveterre et le cordon dunaire qui occupent l'ancienne île Vertime, étirée en front de mer.
L'activité maraîchère a pratiquement disparu au XXIe siècle sur l'Aubraie ; on retrouve, à la Girvière, l'évocation de ce qu'elle fût autrefois.

### Tourisme et vie résidentielle
Cette activité est dominante au XXIe siècle comme dans tout le pays des Olonnes. Elle est associée à une urbanisation croissante, limitée seulement par la protection des sites naturels, du littoral, des marais et de la forêt.

### Marais salants
Alors que l'exploitation des salines a disparu dans le hameau voisin de la Girvière (commune d'Olonne-sur-Mer), celle-ci est réapparue à l'Aubraie grâce à une initiative privée qui l'associe au fonctionnement d'une entreprise, Le Jardin des Salines, offrant un service culturel et accueillant le public. Une entreprise similaire existe sur la commune de l'Île-d'Olonne.

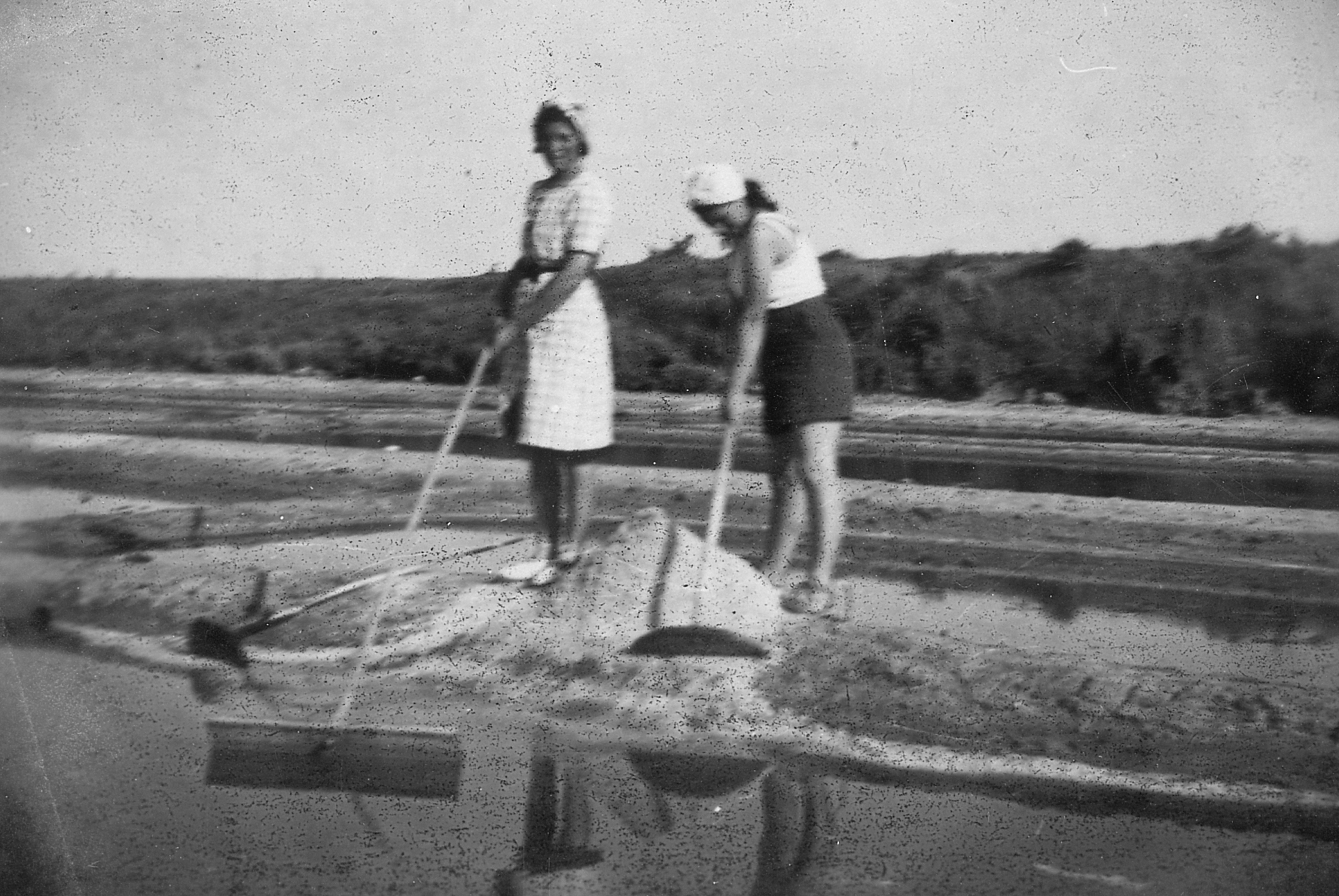
Travaux dans les marais salants de la Girvière, années 1940.
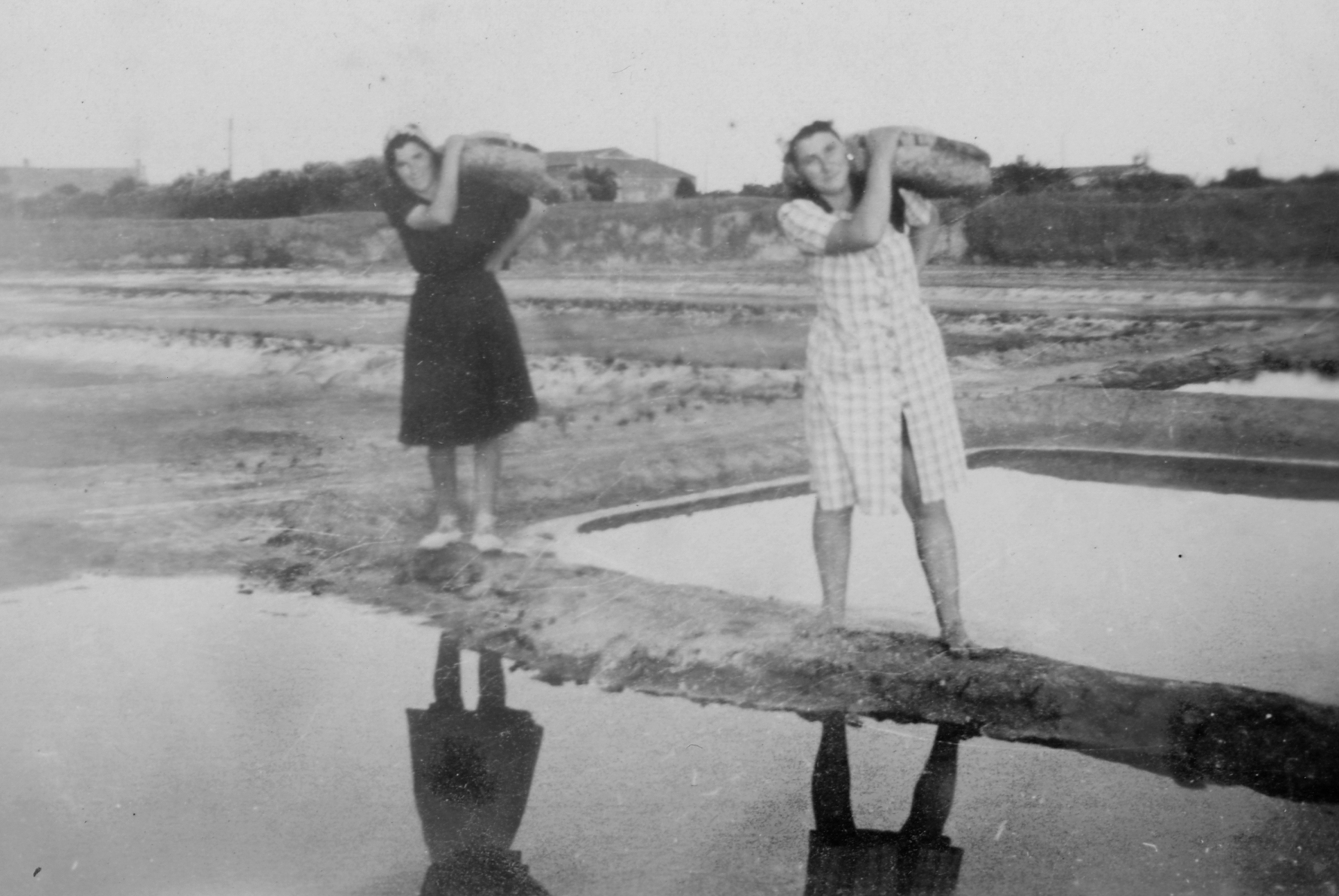
Travaux sur les salines de la Girvière, années 1940.
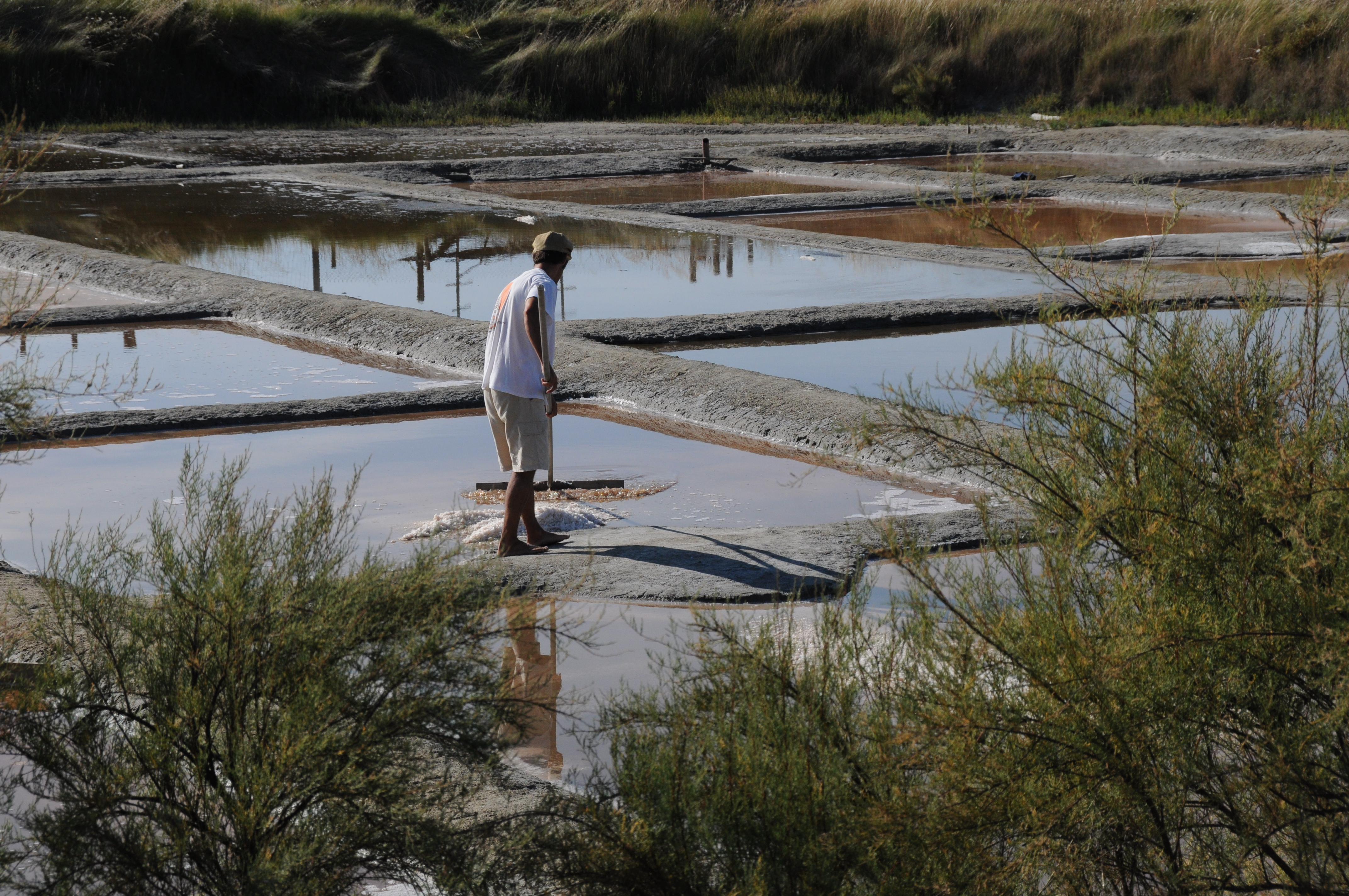
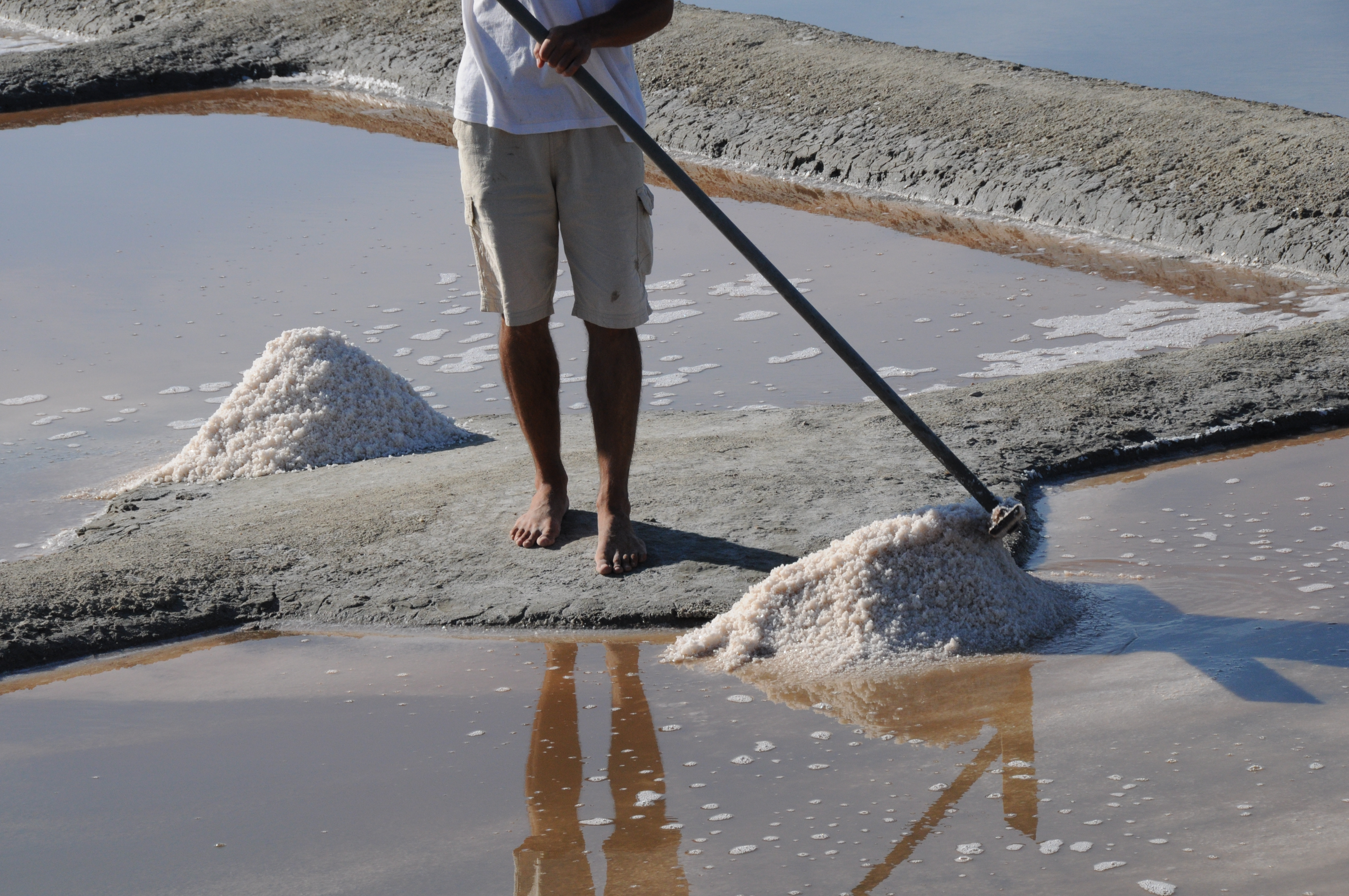
Travaux dans les Jardins des Salines de l'Aubraie, 2010.
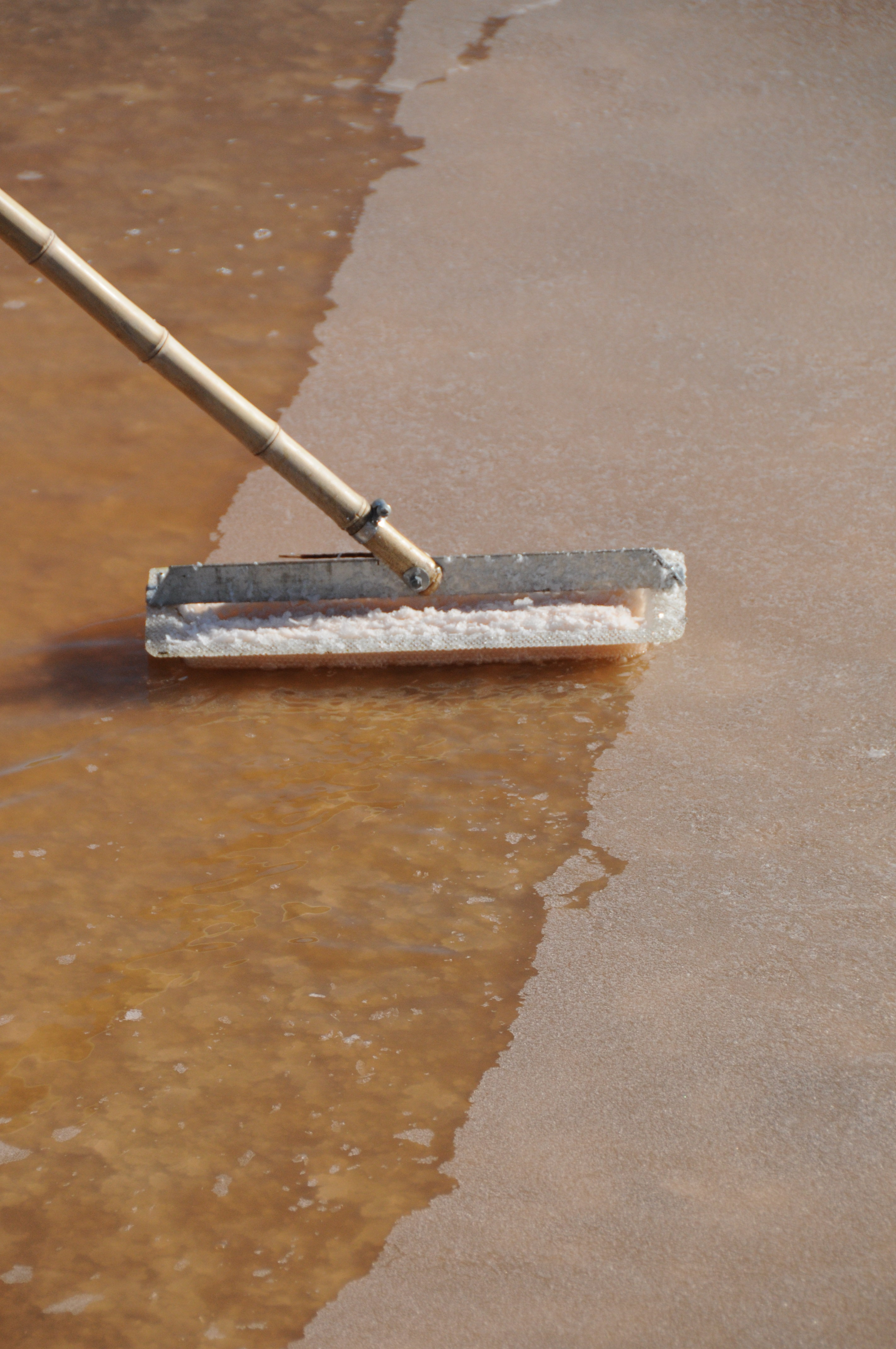
Récolte de la fleur de sel, Jardins des Salines, 2010.